# Metamorfose (mythologie)

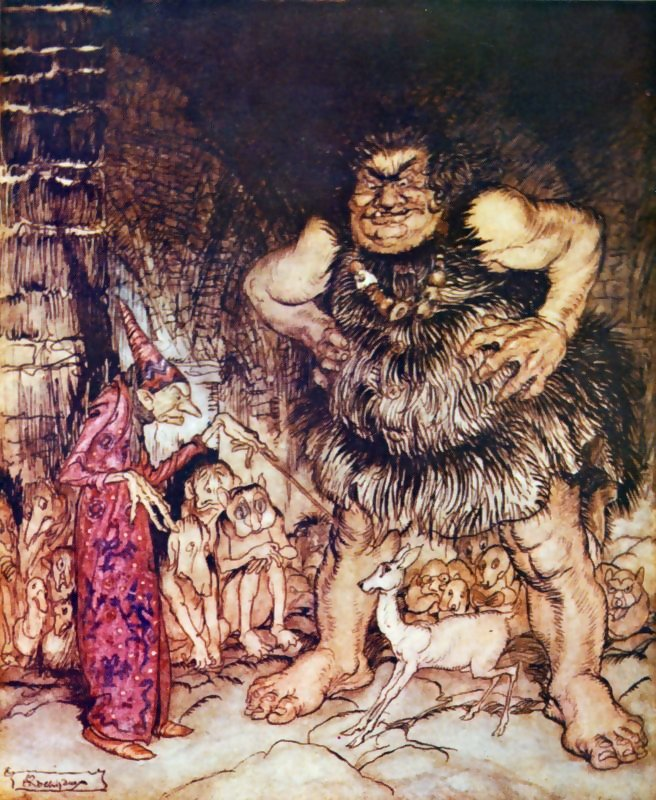
Galligantus en de oude vrouwelijke magiër veranderen de dochter van de duke in een witte hinde, Arthur Rackham

Metamorfose (Oudgrieks μεταμόρφωσις) betekent letterlijk gedaanteverwisseling. In de mythologie komen metamorfosen veel voor. In de klassieke literatuur bestaan derhalve meerdere werken onder de titel Metamorfosen (zie Metamorfosen (Romeinse literatuur)).
De Romeinse schrijver Ovidius heeft een heel boek geschreven over gedaanteverwisselingen, Metamorphoses geheten. Daarin beschrijft hij bijvoorbeeld hoe de jongeling Narcissus in een bloem, de narcis verandert.
Bij de oude Grieken veranderde de god Zeus vaak zijn gedaante, zo verleidde hij Europa toen hij zich als stier vermomd had. De tovenares Kirke veranderde de manschappen van Odysseus in varkens volgens de Odyssee van Homeros.
In sprookjes en andere verhalen gebruikt een heks of tovenaar soms een toverdrank of een toverspreuk om een metamorfose te veroorzaken. Er zijn ook andere manieren. In De kikkerkoning verandert een kikker door een kus in een prins.